# Carlos Johnson (Fußballspieler)
Carlos Johnson Carpio (* 10. Juli 1984 in Cartago) ist ein costa-ricanischer ehemaliger Fußballspieler auf der Position eines Abwehrspielers.

## Karriere

### Vereinskarriere
Johnson begann seine aktive Karriere als Fußballspieler in den Jugendmannschaften des CS Cartaginés. Im Jahre 2004 wechselte er in die höchste costa-ricanische Spielklasse zum CS Herediano. Bei den Rojiamarillos, so der Spitzname des Vereins, kam er bis zu seinem Abgang im Jahre 2008 zu insgesamt 91 Profieinsätzen mit einer Bilanz von vier Toren. 2008 folgte ein Wechsel nach Norwegen zum Bryne FK. In der zweitklassigen Adeccoligaen absolvierte Johnson 17 Meisterschaftspartien und kam dabei auf einen Treffer.
Im März 2009 transferierte er in die Vereinigten Staaten, zu den, in der Major League Soccer spielenden, New York Red Bulls. Sein Debüt in der MLS gab er am 5. April 2009 beim Spiel gegen Chicago Fire, als er in der 62. Spielminute für Jeremy Hall eingewechselt wurde.
Er kehrte nach einem Jahr zurück nach Südamerika, zunächst für eine Spielzeit nach Kolumbien, bevor er sich erneut und bis zum Karriereende seinem Heimatverein anschloss.

### International
Johnson konnte u. a. schon in der U-17-Auswahl seines Heimatlandes Erfahrungen sammeln. Weiters nahm er an der U-17-Fußball-Weltmeisterschaft 2001 in Trinidad und Tobago teil, wo er in allen vier Spielen zum Einsatz kam. Sein Debüt in der A-Mannschaft von Costa Rica feierte er im Jahre 2006. 